# Zátonyi Sándor (pedagógus, 1952)
Zátonyi Sándor (Csepreg, 1952. február 16. –) magyar matematika–fizika–számítástechnika szakos középiskolai tanár, több fizikatankönyv szerzője, Zátonyi Sándor matematika–fizika szakos tanár fia. Emiatt megkülönböztetésül nevét ifj. Zátonyi Sándor alakban is használja.

## Tanulmányok
Csepregen járt általános iskolába. A középiskola első két évfolyamát a csepregi gimnáziumban (ma Nádasdy Tamás Közgazdasági, Informatikai, Műszaki Szakközépiskola, Szakiskola és Kollégium), az utolsó kettőt a család Sopronba költözése miatt a Széchenyi István Gimnáziumban végezte, itt is érettségizett. Sorkatonai szolgálata letöltése után a szegedi József Attila Tudományegyetemen tanult, és itt szerzett matematika–fizika szakos középiskolai tanári oklevelet 1977-ben. 1986–1988 között a debreceni Kossuth Lajos Tudományegyetemen levelező tagozaton számítástechnika szakos középiskolai tanári oklevelet szerzett.

## Munkahelyek
Pályája során mindvégig Békéscsabán dolgozott. 1977–től az Egészségügyi Szakközépiskola tanára, a fizika munkaközösség vezetője. 1984–től a Békés Megyei Pedagógiai Intézet munkatársa, az oktatástechnológiai csoport vezetője. 1988–tól a Szlovák Gimnázium, Általános Iskola és Kollégium tanára, majd 1998-tól hét tanéven át a Hugonnai Vilma Egészségügyi Szakközépiskola igazgatója volt. Az iskola 2005–ben két másik középiskolával összevonva Szent-Györgyi Albert Gimnázium, Szakközépiskola és Kollégium, néven működik tovább, tanárként itt dolgozott tovább 2014 őszén történő nyugdíjazásáig. 2018–2020 között óradaó tanárként fizikát tanított a BSZC Széchenyi István Két Tanítási Nyelvű Közgazdasági Szakgimnáziumában.

## Egyéb tevékenységei
Rendszeresen részt vett a fizikatanári ankétokon, ezeken több alkalommal előadást tartott, műhelyfoglalkozást vezetett, illetve az ankétok eszközkiállításain számos általa tervezett-készített kísérleti eszközt is bemutatott.
Tagja az Eötvös Loránd Fizikai Társulatnak, 1999–2000. és 2003–2019. között a Békés-megyei csoport elnöke volt. A társulat keretében szintén számos előadás, kísérleti bemutató, verseny és egyéb rendezvény szervezője, közreműködője.
Több fizikatanítással kapcsolatos honlapot üzemeltet, ezek közül országszerte ismert a FizKapu elnevezésű honlapja, amely a fizika tanításával és tanulásával foglalkozik. 2014–2023. között írta meg és adta közre az interneten Fizikakönyv című munkáját. 
A magyar nyelvű Wikipédián Fizped néven szerkesztőként dolgozik, és a Wikimedia Commons szerkesztésében ugyancsak Fizped néven tevékenykedik.

## Publikációi

### Könyvek
- A C16 és Plus/4 az általános iskolai fizikatanításban (dr. Zátonyi Sándorral), Budapest, Novotarde, 1986, ISBN 963-02-5105-1
- Fizika 6/1 (dr. Zátonyi Sándorral), Budapest, Nemzeti Tankönyvkiadó, 1993, ISBN 963-18-5060-9
- Fizika 6/2 (dr. Zátonyi Sándorral), Budapest, Nemzeti Tankönyvkiadó, 1994, ISBN 963-18-5414-0
- Fizika 6/3 (dr. Zátonyi Sándorral), Budapest, Nemzeti Tankönyvkiadó, 1995, ISBN 963-18-6164-3
- Fizika 6/4 (dr. Zátonyi Sándorral), Budapest, Nemzeti Tankönyvkiadó, 1996, ISBN 963-18-6910-5
- Fizika 6/5 (dr. Zátonyi Sándorral), Budapest, Nemzeti Tankönyvkiadó, 1997, ISBN 963-18-7634-9
- Fizika 6/6 (dr. Zátonyi Sándorral), Budapest, Nemzeti Tankönyvkiadó, 1998, ISBN 963-18-8399-X
- Tanácsok a Fizika 6/1. és Fizika 6/2. tankönyvek és témazáró feladatlapok használatához (dr. Zátonyi Sándorral), Budapest, Nemzeti Tankönyvkiadó, 1994, ISBN 963-18-5929-0
- Tanácsok a Fizika 6/3. és Fizika 6/4. tankönyvek és témazáró feladatlapok használatához (dr. Zátonyi Sándorral), Budapest, Nemzeti Tankönyvkiadó, 1996, ISBN 963-18-7405-2
- Fizika 7. (dr. Zátonyi Sándorral), Budapest, Nemzeti Tankönyvkiadó, 1998, ISBN 963-18-8847-9
- Fizika 8. (dr. Zátonyi Sándorral), Budapest, Nemzeti Tankönyvkiadó, 1999, ISBN 963-18-9379-0
- Fizika 9., Budapest, Nemzeti Tankönyvkiadó, 2002, ISBN 963-19-2074-7
- Fizika 10., Budapest, Nemzeti Tankönyvkiadó, 2002, ISBN 963-19-2467-X
- Fizika 11., Budapest, Nemzeti Tankönyvkiadó, 2003, ISBN 963-19-3920-0
- Fizika 9., Budapest, Nemzeti Tankönyvkiadó, 2009, ISBN 978-963-19-6082-2
- Fizika 10., Budapest, Nemzeti Tankönyvkiadó, 2009, ISBN 978-963-19-6320 5
- Fizika 11., Budapest, Nemzeti Tankönyvkiadó, 2009, ISBN 978-963-19-6321-2
- Fizika 9., Budapest, Nemzeti Tankönyvkiadó, 2011, ISBN 978-963-19-6830-9
- Fizika 10., Budapest, Nemzeti Tankönyvkiadó, 2012, ISBN 978-963-19-6831-6

### Folyóiratcikkek (válogatás)
- Középiskolai tanulókísérleti készlet az optika tanításához, A Fizika Tanítása, 1982/1.
- COMMODORE 16 programok az általános iskolai fizika tanításához, A Fizika Tanítása, 1986/1.
- A számítógép mint kísérleti eszköz, Pedagógiai Technológia, 1989/1.
- Mechanika C Plus/4 készlet az általános iskolai fizikához, A Fizika Tanítása, 1989/3-4.
- Új fizika tanterv és tankönyvsorozat (dr. Zátonyi Sándorral), Iskolakultúra, 1993./17.
- Kísérletek a rezgések és hullámok témakörből, A Fizika Tanítása, 1997/5.
- Fizikás honlapjaim, Fizikai Szemle 2006/3. → A cikk Archiválva 2016. március 9-i dátummal a Wayback Machine-ben
- Digitális multiméter az elektrosztatika tanításában, Nukleon 2014/1. → A cikk
- Díjazott kísérleteim, Fizikai Szemle 2014/3. → A cikk Archiválva 2016. március 10-i dátummal a Wayback Machine-ben
- Színes kísérletek egyszerűen, Fizikai Szemle 2018/1. → A cikk a 25. oldalon Archiválva 2018. augusztus 3-i dátummal a Wayback Machine-ben

## Kitüntetések, díjak
- Miniszteri Dicséret (1990)
- Vándorplakett (1997)
- Ericsson-díj (2004)
- MTESZ Emlékérem (2005)
- Mikola Sándor-díj (2008)
- Öveges József-díj (2013)
- Rátz Tanár Úr-életműdíj (2014)
- Apáczai Csere János-díj (2016)